# PianOrquestra
PianOrquestra é um grupo de música instrumental, criado em 2003 no Rio de Janeiro. Formado por quatro pianistas, uma percussionista e um piano preparado, exploram técnicas de preparação, expansão do piano e processamento eletrônico.

## Grupo
O trabalho idealizado pelo pianista Claudio Dauelsberg é fruto de uma pesquisa iniciada com alunos da Universidade Federal do Rio de Janeiro, com base nas técnicas de piano preparado e piano expandido popularizadas por John Cage no início do século[carece de fontes?]. As técnicas são aplicadas de maneira lúdica e criativa[carece de fontes?], resultando num trabalho pioneiro[carece de fontes?] na música popular brasileira, visando expandir a comunicação com plateias de todas as faixas etárias.
Exploram o sincronismo na performance que envolve dez mãos tocando simultaneamente. A execução acontece no interior e na parte inferior da caixa do piano, inserindo objetos sobre as cordas, além de usar baquetas de feltro, madeira e metal para efeitos percussivos. Os timbres variam de acordo com a densidade, peso e textura dos objetos inseridos, especialmente construídos para as sonoridades desejadas. Desta forma, procuram sonoridades no piano, que se assemelham a um cavaquinho, cravo, contrabaixo, cuíca, rabeca, tradicionais da música brasileira, além de variados timbres percussivos com objetivo de fazer do piano sua própria orquestra de sons. O espetáculo explora projeção visual e momentos interativos com a participação do público, alternando sessões rítmicas características da cultura brasileira e elementos lúdicos.